# Molophilus uniguttatus
Molophilus uniguttatus är en tvåvingeart som beskrevs av Alexander 1927. Molophilus uniguttatus ingår i släktet Molophilus och familjen småharkrankar. Inga underarter finns listade i Catalogue of Life.